# Эрыкан, Алексей Николаевич
Алексе́й Никола́евич Эрыка́н (Семёнов, настоящая фамилия — Акре́ев) (16 ноября 1912, Андрейково, Сажинская волость, Красноуфимский уезд, Пермская губерния — 24 февраля 1957, Гольтявино, Богучанский район, Красноярский край) — советский марийский писатель, переводчик, критик, журналист, редактор, педагог, член Союза писателей СССР с 1937 года. Первый марийский писатель Урала.

## Биография
Родился 16 ноября 1912 года в д. Андрейково ныне Артинского района Свердловской области в семье сельского учителя. По окончании школы I ступени поступил в Уральский марийский педагогический техникум в Красноуфимске, который окончил в 1930 году. Будучи студентом-практикантом, участвовал в организации колхоза, вёл краеведческую работу. По завершении учёбы некоторое время был учителем марийского языка и литературы в сельской опорной школе.
С 1931 года начал свою журналистскую деятельность: в Москве работал в редакции газеты «Марий ял» («Марийская деревня»), затем в Йошкар-Оле — в редакции газеты «Марий коммуна» и Марийском книжном издательстве. Был ответственным секретарём редакции журнала «У вий» («Новая сила»).
В июле 1937 года в Йошкар-Оле был арестован по ложному обвинению в национализме и осуждён на 10-летнее заключение. Пребывал в Брестско-Тайшетском лагере, затем — в Магаданском управлении ГУЛАГа на Колыме. После отбытия заключения был учителем в одной из сельских школ Свердловской области. В 1949 году был отправлен в ссылку в Богучановский ЛПХ Красноярского края, где трудился и десятником, и таксатором, и нормировщиком. Реабилитирован в 1957 году.
Погиб 24 февраля 1957 года на лесоповале у д. Гольтявино Богучанского района Красноярского края незадолго до освобождения, похоронен там же.

## Литературная деятельность
Член Союза писателей СССР с 1937 года.
Заниматься литературным творчеством начал в 1920-х годах, первое стихотворение появилось в журнале «У илыш» («Новая жизнь») в 1925 году.
Более известен как прозаик. Роман «Кучедалме тулеш» («В огне борьбы») посвящён истории колхозного строительства на Среднем Урале. В 1948 году он пишет повесть «Фронтовики». В 1966 году вышел в свет его роман «Чолпан Иван», в 1972 году — книга прозы «Фронтовик-влак» («Фронтовики»). В последние годы жизни в ссылке писатель работал над романом «Эрнымаш» («Очищение»), некоторые главы из которого в 1990 году были опубликованы в журнале «Ончыко».
Также известен как критик и литературовед, автор рецензий на книги, спектакли. Плодотворно работал в области перевода: совместно с А. Фадеевым и А. Лебедевым перевёл первую книгу романа М. Шолохова «Поднятая целина», роман А. Авдеенко «Я люблю», главы из романа «Как закалялась сталь» А. Островского и другие произведения.
Был лично знаком с А. А. Фадеевым.
Писал под псевдонимом Эрыкан, что в переводе с марийского означает «Свободный».

## Основные произведения
Далее представлен список основных произведений и литературоведческих статей А. Эрыкана на марийском и русском языках:

### На марийском языке
- Кучедалме тулеш: роман [В огне борьбы]. — Йошкар-Ола, 1958. — 184 с.
- Чолпан Иван: роман. — Йошкар-Ола, 1966. — 140 с.
- Фронтовик-влак: ойлымаш-вл., очеркла повесть [Фронтовики: рассказы, очерк, повесть]. — Йошкар Ола, 1972. — 100 с.
- Эрнымаш: роман // Ончыко. — 1990. — № 1. — С. 3—47.

### В переводе на русский язык
- В дороге: рассказ / пер. Л. Гуревича // Солнце над лесами. — Йошкар-Ола, 1984. — С. 212—222.

### Литературоведческие статьи
- М. Шкетанын творчествыже // У вий. — 1933. — № 9—10. — С. 67—73.
- Юбилей: С. Г. Чавайн // У вий. — 1936. — № 1. — С. 57—65.
- М. Шкетанын творчествыже // Тӱҥалтыш ошкыл: 20—30-шо ийласе марий литературоведений ден критика. — Йошкар-Ола, 1975. — С. 112—121.

## Память
- В 2012 году к 100-летию со дня рождения писателя А. Эрыкана его именем была названа улица в его родной деревне Андрейково Свердловской области[6][7].
- В 2012 году на доме, где родился писатель, в д. Андрейково Свердловской области была установлена мемориальная доска[7].
- В июне 2019 года в д. Андрейково Свердловской области был открыт музей марийской культуры и первого марийского уральского писателя А. Эрыкана[7][8][9].
- Ежегодно в Артинской библиотеке Свердловской области проводится детский районный конкурс чтецов «Эрыкановские чтения»[10].
- В 2012 году на родине писателя, в д. Андрейково, прошли торжества, посвящённые 100-летию со дня его рождения[3].